# Jerzy Bukowski (samorządowiec)
Jerzy Bukowski (ur. 21 września 1929 w Warszawie, zm. 1 listopada 2002 w Olsztynie) – polski samorządowiec, bankowiec, prezydent miasta Olsztyn w latach 1990–1992.

## Życiorys
Syn Wacława Bukowskiego.
Ukończył studia na Wydziale Prawa Uniwersytetu Łódzkiego, pracował w oddziale PKO w Zgierzu, a od marca 1982 w Olsztynie. Był pierwszym dyrektorem Banku Ochrony Środowiska w Olsztynie.
Działał w Warmińskim Klubie Inteligencji Katolickiej. Był pierwszym prezydentem Olsztyna po polskich zmianach ustrojowych, urząd objął 4 lipca 1990 po wyborach samorządowych 1990. Za jego kadencji dokonał się rozwój szkolnictwa niepublicznego, a także organizacji kulturalnych. Powstała m.in. Wspólnota Kulturowa Borussia. Wówczas zmieniono również nazwę Park Czynu Partyjnego na Park im. Janusza Kusocińskiego, a także przeniesiono targowisko miejskie z Placu Pułaskiego pod stadion Stomilu. Po wieloletniej przerwie przyznano też tytuł Honorowego Obywatela Olsztyna (tytuł przypadł urodzonemu w Olsztynie pisarzowi Tadeuszowi Nowakowskiemu). Władze miasta nawiązały partnerskie kontakty z niemieckim Offenburgiem i francuskim Châteauroux. Za kadencji Jerzego Bukowskiego, w 1991 r. Olsztyn gościł papieża Jana Pawła II.

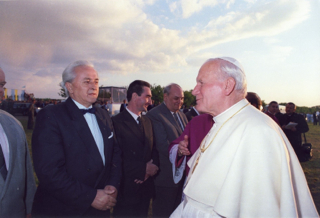
Prezydent Olsztyna, Jerzy Bukowski, wita Jana Pawła II w Olsztynie

Jerzego Bukowskiego na stanowisku prezydenta zastąpił 1 lipca 1992 roku jego dotychczasowy zastępca Józef Grzegorczyk. Imię Jerzego Bukowskiego nosi jedna z ulic Olsztyna. Spoczywa na cmentarzu komunalnym w Olsztynie (kw. 10A rząd 1 grób 1).

## Życie prywatne
Żona: Maria Bukowska, z domu Rybicka (zm. 21.06.2014), dzieci: Anna, Magdalena, Jarosław.